# Adagnesia opaca
Adagnesia opaca is een zakpijpensoort uit de familie van de Agneziidae. De wetenschappelijke naam van de soort is voor het eerst geldig gepubliceerd in 1963 door Kott.